# Antoine Chabaud
Pour les articles homonymes, voir Chabaud.
Antoine Chabaud (Nîmes, 23 février 1727 - Sète, 5 août 1791), seigneur de la Tour, est un ingénieur militaire français.

## Biographie
Élevé chez les jésuites, il est engagé au régiment de Bourbon-Infanterie le 25 avril 1745 et devient aide de camp du marquis de Chaumont à l'armée du Maréchal de Saxe, en Belgique. Lieutenant de grenadiers à la bataille de Raucoux (11 octobre 1746), en 1755, il entre à l'École royale du génie de Mézières et en sort capitaine (1756). 
En 1757, il commande l'artillerie à Hastenbeck et fait partie de l'expédition de Halberstadt. Aide maréchal des logis du corps du génie lors de la retraite de Hanovre, il est nommé Major, le 28 avril 1778 puis lieutenant-colonel en 1783. 
Directeur du génie, il établit des plans pour l'exécution des canaux de Picardie. Il est ensuite envoyé à Constantinople en 1783 pour y fortifier la ville et le détroit des Dardanelles. 
Président de l'administration centrale du département du Gard (1790), il est ensuite colonel directeur du Génie à Sète (1791) où il finit sa vie.
Il est le père de Antoine Georges François de Chabaud-Latour.

## Œuvres
On lui doit des Histoires de Montmédy, de Péronne, de Saint-Quentin et de Sedan ainsi que Mémoire historique de la ville de Saint Quentin (1775).

## Pour approfondir